# Rocas Andrews
Las Rocas Andrews (en inglés: Andrews Rocks) (54°4′S 38°0′O / -54.067, -38.000) son un pequeño grupo de rocas ubicadas a un kilómetro al este de cabo Paryadin en Georgia del Sur. Las rocas están desnudas de vegetación. El nombre de "Islas Andrews" probablemente fue dada por el Capitán de Corbeta J. M. Chaplin, de la Marina Real Británica, del RRS Discovery durante su estudio de la zona en 1926. La South Georgia Survey, 1955-1956, informó que "rocas" es un término descriptivo más adecuado para este grupo. 